# Stuart Lancaster (attore)
Stuart Gage Lancaster (Evanston, 30 novembre 1920 – Los Angeles, 22 dicembre 2000) è stato un attore statunitense, conosciuto per la sua partecipazione a molti film di Russ Meyer.

## Biografia
Suo nonno era il famoso Charles Ringling, proprietario di circhi. Lancaster fu aviatore nell'Esercito degli USA durante la seconda guerra mondiale.
Si trasferì a Los Angeles nel 1962. Apparve in molti film di Russ Meyer, come Mudhoney, Faster, Pussycat! Kill! Kill!, Good Morning and... Goodbye!, Supervixens, Beneath the Valley of the Ultra-Vixens. Inoltre ebbe ruoli in Edward mani di forbice (1990) e Batman - Il ritorno (1992).
Usò spesso pseudonimi come Stewart Lancaster o Stud Lancaster.

## Filmografia parziale

### Cinema
- Mudhoney, regia di Russ Meyer (1965)
- Faster, Pussycat! Kill! Kill!, regia di Russ Meyer (1965)
- Good Morning and... Goodbye!, regia di Russ Meyer (1967)
- I 7 minuti che contano (Seven Minutes), regia di Russ Meyer (1971)
- Supervixens, regia di Russ Meyer (1975)
- Ciao Norma Jean (Goodbye, Norma Jean), regia di Larry Buchanan (1976)
- Beneath the Valley of the Ultra-Vixens, regia di Russ Meyer (1979)
- Buonanotte, dolce Marilyn (Goodnight, Sweet Marilyn), regia di Larry Buchanan (1989)
- Edward mani di forbice (Edward Scissorhands), regia di Tim Burton (1990)
- Batman - Il ritorno (Batman Returns), regia di Tim Burton (1992)

### Televisione
- Branded – serie TV, episodio 1x12 (1965)
- Quincy (Quincy, M.E.) – serie TV, episodio 5x20 (1980)

## Doppiatori italiani
- Toni Orlandi in Faster, Pussycat! Kill! Kill! (doppiaggio tardivo)